# ICC Americas
ICC Americas, voluit International Cricket Council Americas, is de internationale sportbond voor cricket in de regio Noord- en Zuid-Amerika en de Caraïben. De bond valt onder de International Cricket Council (internationale cricketbond).
De bond organiseert het belangrijkste internationale kampioenschap van de regio, het ICC Americas Championship, en overziet de wedstrijden die leiden tot deelname aan het Wereldkampioenschap cricket.
De organisatie was gevestigd in de Canadese hoofdstad Toronto en verhuisde in 2016 naar de Amerikaanse stad Colorado Springs in Colorado.